# Стална међународна мировна канцеларија
Стална међународна мировна канцеларија (ИПБ ) (фр. Bureau international de la paix), основана 1891. године, је једна од најстаријих међународних мировних федерација на свету. Организација је 1910. године добила Нобелову награду за мир јер је деловала „као веза између мировних друштава различитих земаља“. Године 1913. Хенри ла Фонтејн је такође награђен Наградом „[За свој рад као] шеф Међународног бироа за мир“. До 2012. године, једанаест других добитника Нобелове награде за мир били су чланови организације.
Чланство ИПБ-а чини 300 организација у 70 земаља. Седиште ИПБ-а се налази у Берлину, Немачка, са канцеларијама у Барселони, Шпанија, и Женеви, Швајцарска. Пре 2017. године седиште је било у Женеви.
Његови главни програми су Глобална кампања за војну потрошњу (ГЦОМС) и разоружање за одрживи развој, који се фокусира на нуклеарно и конвенционално оружје, као и на биолошко оружје, нагазне мине и малокалибарско оружје.
ИПБ има консултативни статус при Економском и социјалном савету Уједињених нација (ЕЦОСОЦ) и статус сарадника при Одељењу Уједињених нација за глобалне комуникације.
ИПБ је основан под именом Стални међународни биро за мир. Од 1912. надаље користио је назив Међународни биро за мир. Између 1946. и 1961. био је познат под називом Међународни комитет за везу организација за мир – ИЛЦОП (Comité de liaison international des organisations de paix – CLIOP).

## Нобелове награде за мир
Рад ИПБ-а је награђен Нобеловом наградом за мир 1910. године, која је такође додељена неким од њених чланова: 
- 1901. године : Фредериц Паси (Француска), члан савета ИПБ
- 1902. године : Ели Дикомен и Алберт Гоба (Швајцарска), први почасни секретари ИПБ
- 1905. године : Берта фон Сутнер (Аустрија), писац и почасни потпредседник ИПБ
- 1907. године : Ернесто Монета (Италија), члан савета ИПБ
- 1908 : Фредрик Бајер (Данска), почасни председник ИПБ
- 1910. године : Међународни биро за мир
- 1911. године : Алфред Фрид (Аустрија), члан савета ИПБ
- 1913. године : Хенри ла Фонтејн (Белгија), председник ИПБ
- 1927. године : Лудвиг Квиде (Немачка), члан савета ИПБ
- 1959. године : Филип Ноел-Бејкер (Уједињено Краљевство), потпредседник ИПБ
- 1962. године : Лајнус Полинг (Сједињене Америчке Државе), потпредседник ИПБ
- 1974 : Шон Макбрајд (Ирска), председник и председник ИПБ
- 1982 : Алва Мирдал (Шведска), потпредседник ИПБ

## Председници
ИПБ има систем копредседника који обезбеђује родну равнотежу међу руководством. Сваки председник тренутно може да служи највише два мандата од три године. 
- Хенри ла Фонтејн – 1907–1943 [11]
- Ернст Волф – 1963–1974
- Шон Макбрајд – 1974–1985
- Брус Кент – 1985–1992
- Мај Брит Тхорин – 1992–2000
- Цора Вејс – 2000–2006
- Томас Магнусон – 2006–2013
- Ингеборг Брајнс – 2009–2016
- Рајнер Браун – 2013–2019
- Лиза Кларк – 2016 – данас
- Филип Џенингс – 2019 – данас